# 刘洪凯
刘洪凯（1951年—），四川达县人，汉族，中国人民解放军少将、第十一届全国人民代表大会上海地区代表。
毕业于中央党校经济管理专业，是中共党员。担任武警上海市总队总队长、世博安保副总指挥刘洪凯少将。2008年起担任全国人大代表。